# Kladno (Chrudimi járás)
Kladno település Csehországban, a Chrudimi járásban. Kladno Jeníkov, Vojtěchov, Dědová és Krouna településekkel határos. Lakosainak száma 232 fő (2024. január 1.).

## Népesség
A település lakosságának változását az alábbi diagram mutatja:
| Lakosok száma | 357  | 366  | 382  | 337  | 306  | 262  | 252  | 253  | 245  | 232  |
|               | 1869 | 1890 | 1921 | 1950 | 1980 | 2001 | 2017 | 2019 | 2022 | 2024 |